# お国と五平
『お国と五平』（おくにとごへい）は、谷崎潤一郎の戯曲。1場。谷崎戯曲の中で最も数多く上演されている演目である。闇討ちされた夫の敵討ちのため、従者・五平と共に各地を放浪するお国と、虚無僧姿でずっと2人の跡をつけていた敵・友之丞（お国の元許嫁）の3人の物語。1人の女を巡って争う2人の男の三角関係で、「恋」や「悪」について応酬する議論劇となっている。
1922年（大正11年）6月、雑誌『新小説』に掲載され、7月に谷崎本人の演出により帝国劇場で上演された。単行本は同年7月に春陽堂より刊行された。
あらすじは、野州（下野国）那須野が原。マツの根方で、西国の侍の後妻お国が旅姿で、従者五平をつれて腰を下ろしている。お国は、五平とともに、友之丞を探す旅を3年間している。虚無僧が薄原から尺八を吹きながら出てくるが、それこそは友之丞であった。お国と五平はすぐさま勝負をいどみ、しかし友之丞は、自分は臆病だ、卑怯侍だ、自分は熊谷の宿で隣り合わせでお国と五平の不義を聞き知っている、その秘密と自分の生命をひきかえに助けてくれ、と理屈をながながと並べ立てて、立ち向かおうとはしない。五平はがまんできずに、不意打ちをしかけて切りつけると、友之丞は倒れながら、お国は自分にもかつて身を任せたことがある、と叫んで死亡する。お国と五平は、恋の邪魔立てと積年のかたきを討って、あやしい希望をおぼえながら、静かに称名を唱える。

## おもな上演
- 『お國と五平』 
  - 1922年（大正11年）7月 帝国劇場
  - 演出：谷崎潤一郎
  - 出演：河村菊枝、守田勘彌

- 京都南座公演『お国と五平』
  - 1930年（昭和5年）12月

- 大阪歌舞伎座公演『お国と五平』
  - 1949年（昭和24年）4月

- 八月納涼大歌舞伎『お国と五平』
  - 2009年（平成21年）8月8日-8月27日 歌舞伎座
  - 出演：坂東三津五郎、中村勘太郎、中村扇雀
  - ※歌舞伎座さよなら公演

- ala Collectionシリーズ vol.9『お国と五平』
  - 2016年（平成28年）9月17日 黒部市国際文化センター・コラーレ（カーターホール）、9月19日 高周波文化ホール（射水市新湊中央文化会館）
  - 演出：マキノノゾミ
  - 出演：佐藤B作、石母田史朗、七瀬なつみ
  - ※小山内薫の短編『息子』の戯曲化と併演。

## 映画化
1952年（昭和27年）4月10日に公開された日本映画。製作、配給は東宝。モノクロ、スタンダード。
スタッフ
- 監督：成瀬巳喜男
- 製作：清川峰輔、宮城鎮治
- 原作：谷崎潤一郎
- 脚本：八住利雄
- 音楽：清瀬保二
- 撮影：山田一夫
- 美術：中古智
- 録音：三上長七郎
- 照明：岸田九一郎

キャスト
- お国：木暮実千代
- 五平：大谷友右衛門
- 友之丞：山村聡
- 伊織（お国の夫）：田崎潤
- お国の母：三好栄子
- 旅籠の女中A：広瀬嘉子
- 旅籠の女中B：津路京子
- 薬売り：柳谷寛
- 医者：藤原釜足
- 女中：音羽久米子
- 番頭：小倉繁
- 特別出演：鳥羽陽之助、文楽三ツ和会

## テレビドラマ化
- 文芸劇場（第67回）『お国と五平』（NHK）
  - 1963年（昭和38年）4月19日 金曜日 20:00-21:00
  - 脚本：高野悦子。演出：梅本重信
  - 出演：津島恵子、中谷一郎、杉浦直樹、財部宏子、須永宏

## おもな刊行本
- 『お國と五平 他二篇』〈ヴェストポケット傑作叢書 第18篇〉（春陽堂、1922年7月18日） NCID BA30684306
  - 収録作品：「お国と五平」「鴬姫」「兄弟」
- 『愛すればこそ 愛なき人々』（改造社、1927年3月）
  - 収録作品：「愛すればこそ」「永遠の偶像」「彼女の夫」「或る調書の一節」「本牧夜話」「お国と五平」「白狐の湯」「愛なき人々」
- 『お國と五平 戯曲 他二篇』（国際女性社、1947年2月）
  - 収録作品：「お國と五平」「白狐の湯」「十五夜物語」
- 『お國と五平・恐怖時代 他二篇』（角川文庫、1952年5月）
  - 収録作品：「象」「恐怖時代」「十五夜物語」「お国と五平」